# FCC (スペインの企業)
FCC（西: Fomento de Construcciones y Contratas, S.A.）は、スペイン・バルセロナに本拠を置く総合建設会社である。

## 概要
正式名称はフォメント・デ・コンストルクシオネス・イ・コントラータス。メインオフィスはマドリードとバルセロナにある。ヨーロッパや南北アメリカを中心に、環境サービス、統合水管理、インフラストラクチャーなどの事業を展開。2016年まではスペイン株式市場において最も重要な取引指標であるIBEX 35の銘柄の1社であった。マドリード証券取引所上場企業（BMAD: FCC）。

## 沿革
1900年、フォメント・デ・オブラス・イ・コンストルクシオネス（FOCSA）が建設会社として設立。1911年にバルセロナで下水道の浄化・保守サービスで環境サービス事業に参入。1992年、コンストルクシオネス・イ・コントラータスと合併し、フォメント・デ・コンストルクシオネス・イ・コントラータス（FCC）となった。
- 1900年　フォメント・デ・オブラス・イ・コンストルクシオネス（Fomento de Obras y Construcciones、FOCSA）がバルセロナで設立。建設事業を開始
- 1911年　バルセロナで下水道の浄化・保守サービスを開始し、環境サービス事業に参入
- 1925年　ポルトランド・バルデリーバス（Portland Valderrivas）がマドリードでセメント事業を開始
- 1944年　コンストルクシオネス・イ・レパラシオネス（Construcciones y Reparaciones）がマドリードで設立　※後のコンストルクシオネス・イ・コントラータス（Construcciones y Contratas）
- 1991年　ガリシア州のビーゴにて、統合水管理事業に参入
- 1992年　FOCSAとコンストルクシオネス・イ・コントラータスが合併し、フォメント・デ・コンストルクシオネス・イ・コントラータス（Fomento de Construcciones y Contratas、FCC）となる。
- 2002年　ポルトランド・バルデリーバスを統合

## 事業内容
主に、環境サービス（売上高の47%）、統合水管理（同19%）、インフラストラクチャー（建設（同26%）、セメント（同6%））の3部門から成る。

### 環境サービス
FCCメディオ・アンビエンテ（FCC Medio Ambiente：スペイン、ポルトガル）、FCCエンバイロンメント（FCC Environment：イギリス）、FCCエンバイロンメントCEE（FCC Environment CEE：中欧・東欧）、FCCエンバイロンメンタル・サービシズ（FCC Environmental Services：アメリカ）などの子会社を通じて事業展開。都市ごみ収集、街路清掃、産業廃棄物処理・リサイクル、下水道網のメンテナンスなどを実施。
スペイン、ポルトガル、イギリス、オーストリア、ハンガリー、ポーランド、チェコ、スロバキア、ルーマニア、セルビア、アメリカで事業展開。廃棄物処理事業者として世界7位、スペインで1位、中欧・東欧で1位、イギリスで5位。
- 事業開始：1911年
- 従業員：40,332人
- 地域別売上比率：スペイン60%、イギリス21%、中欧16%、アメリカ・その他3%

### 統合水管理
アクアリア（Aqualia）のブランドで事業展開。生活用水から工業・農業用水に至る水利用サービスの統合管理、運用・保守・技術支援サービス、水インフラの設計・建設・資金調達などを実施。
スペイン、ポルトガル、フランス、イタリア、チェコ、ルーマニア、アルジェリア、チュニジア、エジプト、サウジアラビア、UAE、カタール、オマーン、メキシコ、コロンビア、エクアドル、チリで事業展開。世界10位、ヨーロッパで4位、スペインで1位。
- 事業開始：1991年
- 従業員：10,525人
- 地域別売上比率：スペイン66%、中欧9%、その他ヨーロッパ6%、ラテンアメリカ5%、中東・北アフリカ14%

### インフラストラクチャー
建設事業
FCCコンストルクシオン（FCC Construcción）を通じて事業展開。鉄道・空港・港湾・水管理インフラなどの設計・開発・保守、コンセッションに加え、ユニークな建造物・スポーツ施設・医療機関など、高度な専門性が求められる建設プロジェクトにも多数参画。
スペイン、ポルトガル、イギリス、アイルランド、フランス、イタリア、ベルギー、オランダ、ノルウェー、ルーマニア、エジプト、サウジアラビア、カタール、アメリカ、カナダ、メキシコ、コスタリカ、パナマ、コロンビア、ペルー、チリ、ブラジルで事業展開。建設会社としてヨーロッパで15位、スペインで4位。
- 事業開始：1900年
- 従業員：7,323人
- 地域別売上比率：スペイン53%、その他ヨーロッパ24%、南北アメリカ8%、中東・北アフリカ15%

セメント事業
上場子会社のポルトランド・バルデリーバスを通じて事業展開。マドリードにある生産プラント「エル・アルト（El Alto）」は、ヨーロッパで2番目に大きいセメント工場である。
スペイン、イギリス、チュニジア、アメリカで事業展開。スペインにおける生産量は1位、チュニジアでも上位。
- 事業開始：1925年　※ポルトランド・バルデリーバスとして
- 従業員：1,036人
- 地域別売上比率：スペイン62%、チュニジア15%、その他23%

## 国際展開
世界30ヵ国以上に拠点を置き、売上高の40%（イギリス11%、その他ヨーロッパ18%、南北アメリカ4%、中東・北アフリカ7%）はスペイン国外からのものである。1990年代の終わり頃から本格的に国際展開を推進し、現在ではイギリス、ポルトガル、メキシコ、中米諸国、ペルー、サウジアラビア、カタール等で大きな存在感を示している。近年成長している市場は、ラテンアメリカ、アメリカ、中東、アフリカである。

## 主なプロジェクト
リヤド地下鉄（サウジアラビア）
- FCC（35.8%）主導のコンソーシアムが事業推進。リヤド地下鉄の4号線、5号線、6号線の建設（総距離65キロメートル、25駅、高架橋24ヵ所）[7]。4号線はリヤド国際空港まで延伸工事中。スペインの建設プロジェクト史上最大級の契約。

パナマ地下鉄（パナマ）
- FCC（50%）主導のコンソーシアムが事業推進。地下ルートの設計にはバルセロナ地下鉄、セネール（SENER）、アジェサ（Ayesa）も参画（総距離13.7キロメートル、13駅）[7]。

エスタディオ・サンティアゴ・ベルナベウ（スペイン）
- レアル・マドリードのホームスタジアムであるサンティアゴ・ベルナベウの改修工事。ヨーロッパにおける最大級のスポーツインフラプロジェクト。

ダブリン空港（アイルランド）
- ダブリン空港の北側に10L/28R滑走路を建設中（全長3,110メートル）。
- 5,000立方メートルの容量を有する3つの二重壁貯蔵タンクの建設。